# The Fresno Bee
The Fresno Bee is een dagblad dat verdeeld wordt in de Amerikaanse stad Fresno (Californië) en in de omliggende county's in de San Joaquin Valley. Het is een van de kranten in het portfolio van The McClatchy Company uit Sacramento. De oplage op weekdagen bedraagt grofweg 111.000 en daarmee is de Fresno Bee de 63e krant van de Verenigde Staten.

## Geschiedenis
De Fresno en Sacramento Bee hebben een historische band. De Fresno Bee werd in 1922 opgericht door de gebroeders Charles Kenny en Valentine Stuart McClatchy, zonen van James McClatchy, redacteur van The Sacramento Bee. De zoon van Charles Kenny McClatchy, Carlos, werd op zijn beurt de eerste redacteur van The Fresno Bee. Van 1922 tot 1975 had de krant haar kantoren in het Fresno Bee-gebouw, waar nu een non-profit-televisiezender gehuisvest is. De twee kranten groeiden later uit tot de kern van wat nu The McClatchy Company is, een van Amerika's grootste krantenuitgeverijen. 
In 1932 fuseerde The Fresno Bee met The Fresno Republican, een krant uit 1876 die de McClatchy's in 1926 gekocht hadden.
De krant lanceerde haar website in 1996. In november 2005 integreerde de krant haar online activiteiten met de andere afdelingen om een sterker geheel te vormen, in navolging van The New York Times.